# Gyeryong
Gyeryong (en coreano:서산시, romanización revisada: gyelyongsi, léase: Kíriong) es una ciudad de la provincia de Chungcheong del Sur al centro-este de la república de Corea del Sur. Está ubicada al sur de Seúl a unos 130 km y a 60 km al sur de Daejeon, en la frontera con la provincia del oeste. Su área es de 60.79 km² y su población total es de 42.238 (2009).
La ciudad fue creada en 2003, de una división de Nonsan.
Aproximadamente la mitad (47%) de los habitantes de la ciudad están sirviendo en el ejército de Corea del Sur, o son familiares de miembros del servicio. La ciudad es sede de varias conferencias importantes militares de corea e internacional.
Adyacente de la ciudad se encuentra el monte Gyeryong (계룡산) de 845 m.

## Administración
La ciudad de Gyeryong se divide en 1 distrito y 2 municipios.
- Distrito Geum-am (금암동）
- Municipio duma (두마면）
- Municipio sindoan (신도안면）
- Municipio eomsa (엄사면）